# جران
جِران، روستایی است از توابع بخش مرکزی و در شهرستان پیرانشهر استان آذربایجان غربی ایران.

## جمعیت
این روستا در دهستان پیران قرار داشته و بر اساس سرشماری سال ۱۳۹۵ جمعیت آن ۳۷۹نفر (۷۲خانوار)
بوده‌است.